# Феде Альварес
Федеріко Альварес (ісп. Federico Álvarez; нар. 9 лютого 1978) — уругвайський кінорежисер. Відомий фільмами «Зловісні мерці» (2013), «Не дихай» (2016) і «Чужий: Ромул» (2024), а також короткометражним фільмом «Панічна атака!» (2009).

## Життя і кар'єра
Альварес народився в Монтевідео, Уругвай. У 2009 році випустив короткометражний фільм «Панічна атака!» на YouTube. До онлайн-прем'єри фільм був показаний 31 жовтня 2009 року на кінофестивалі Rojo Sangre в Буенос-Айресі. Через кілька тижнів Альварес уклав угоду з Ghost House Pictures на постановку науково-фантастичного фільму вартістю 30—40 мільйонів доларів. Його першим проєктом з Ghost House став ремейк «Зловісних мерців» 1981 року. Після виходу «Зловісних мерців» Альварес заявив, що у нього «була спокуса знімати великі франшизи», але замість цього він став режисером і співавтором сценарію відносно малобюджетного фільму жахів «Не дихай» (2016), який отримав здебільшого позитивні відгуки. Пізніше Альварес розповідав, що в цей період студія Marvel звернулася до нього з проханням зняти невизначений фільм, але він відмовився, вважаючи, що не матиме достатнього творчого контролю над ним. У 2017 році Альварес об’єднався з Good Universe, щоб заснувати власну продюсерську компанію Bad Hombre.
Альварес зняв «Дівчину в павутині», перезапуск «Дівчини з татуюванням дракона», заснованого на однойменному романі. У фільмі знявся абсолютно новий акторський склад у порівнянні з фільмом 2011 року, і він вийшов на екрани 9 листопада 2018 року. У квітні 2019 року Альварес разом із Дагом Лайманом став режисером перезйомок фільму 2021 року «Ходіння хаосу», що додало до бюджету фільму додаткових 15 мільйонів доларів.
У 2021 році Альварес зняв усі дев’ять епізодів серіалу «Дзвінки» для Apple TV+, переважно аудіосеріалу з анімаційними візуальними компонентами. Він також став співавтором сценарію та співпродюсером фільму «Не дихай 2», який вийшов 13 серпня 2021 року. У березні 2022 року було оголошено, що Альварес буде сценаристом і режисером «Чужий: Ромул»,  який «не мав бути пов'язаний» з попередніми фільмами франшизи та вийшов у кінопрокат в серпні 2024 року.

### Нереалізовані проєкти
У вересні 2013 року Альварес був призначений режисером екранізації відеоігри «Dante's Inferno» для Universal Pictures, однак з моменту оголошення жодних оновлень не надходило. У травні 2016 року Альварес був долучений режисером адаптації міні-іграшок «Монстерпокаліпсис» для Warner Bros. У жовтні 2016 року був запрошений до роботи над екранізацією коміксу «Інкогніто» для Sony Pictures за сценарієм Деніела Кейсі. Альварес розглядався як заміна Бена Аффлека на посаді режисера «Бетмена».
13 квітня 2017 року Альварес був затверджений режисером і співавтором спін-оффу «Лабіринту» разом з Ніколь Перлман і Джеєм Басу. Однак у квітні 2020 року Альварес оголосив, що залишив проєкт.

## Фільмографія

### Короткометражні фільми
| Рік  | Назва             | Режисер | Сценарист | Продюсер | Монтажер | Примітки                                         |
| ---- | ----------------- | ------- | --------- | -------- | -------- | ------------------------------------------------ |
| 2001 | Los Pocillos      | Так     | Ні        | Ні       | Так      |                                                  |
| 2003 | El Último Alevare | Так     | Так       | Ні       | Так      |                                                  |
| 2005 | El Cojonudo       | Так     | Так       | Так      | Так      |                                                  |
| 2009 | Панічна атака!    | Так     | Так       | Так      | Так      | Також супервайзер візуальних ефектів та аніматор |

### Повнометражні фільми
| Рік  | Назва                        | Режисер | Сценарист | Продюсер   | Примітки                              |
| ---- | ---------------------------- | ------- | --------- | ---------- | ------------------------------------- |
| 2013 | Зловісні мерці               | Так     | Так       | Ні         | Також автор пісні "Baby, Little Baby" |
| 2016 | Не дихай                     | Так     | Так       | Так        | Також соліст альта у саундтреку       |
| 2018 | Дівчина в павутині           | Так     | Так       | Ні         |                                       |
| 2021 | Не дихай 2                   | Ні      | Так       | Так        |                                       |
| 2022 | Техаська різанина бензопилою | Ні      | Історія   | Так        |                                       |
| 2024 | Чужий: Ромул                 | Так     | Так       | Виконавчий |                                       |

### Телебачення
| Рік  | Назва                  | Режисер                | Сценарист | Виконавчий Продюсер | Примітки         |
| ---- | ---------------------- | ---------------------- | --------- | ------------------- | ---------------- |
| 2014 | Від заходу до світанку | Епізод: "La Conquista" | Ні        | Ні                  |                  |
| 2021 | Дзвінки                | 9 серій                | 7 серій   | 9 серій             | Також автор ідеї |